# Arab Magreb Unió
Az Arab Magreb Unió egy politikai és gazdasági-kereskedelmi unió, amelynek célja az elsősorban az észak-afrikai Magreb-országokban található arab országok gazdasági és jövőbeli politikai egyesítése. Tagjai Algéria, Líbia, Mauritánia, Marokkó és Tunézia. Az Unió nem tudott kézzelfogható előrelépést elérni céljai megvalósításában a Marokkó és Algéria közötti mély gazdasági és politikai nézeteltérések miatt, többek között Nyugat-Szahara kérdésében. 2008. július 3. óta nem került sor magas szintű találkozókra. 2023-ban a térség egységes valutáját megvalósító projekt továbbra is technikailag megvalósítható, de politikailag kivitelezhetetlen..

## Fordítás
Ez a szócikk részben vagy egészben  az   Arab Maghreb Union című angol Wikipédia-szócikk ezen változatának fordításán alapul.  Az eredeti cikk szerkesztőit annak laptörténete sorolja fel. Ez a jelzés csupán a megfogalmazás eredetét és a szerzői jogokat jelzi, nem szolgál a cikkben szereplő információk forrásmegjelöléseként.